# Communauté française (Cinquième République)
Pour les articles homonymes, voir Communauté française.
1958 – 1960
(de facto)
1958 – 1995
(de jure)
- République française
- États membres

Entités précédentes :
- Union française

Entités suivantes :
- République française
- OIF

La Communauté française, aussi appelée Communauté franco-africaine, est l'association politique entre la France et son empire colonial, alors en voie de décolonisation. Proposée par le général de Gaulle, elle est créée en 1958 par la Constitution de la Cinquième République pour remplacer l'Union française. Toutes les populations de l'Union française ont accepté la Communauté sauf celle de Guinée lors du référendum de 1958.
Le président de la Communauté française est le président de la République française, en l'occurrence Charles de Gaulle.
Si les Africains ne refusent pas la Communauté, qui leur ouvre le statut d'État, ils s'abstiennent de lui donner une vie réelle car, sous une apparence d'égalité, elle restreint la souveraineté de ses membres et réaffirme la primauté de la France, en inscrivant dans le « domaine commun » des secteurs fondamentaux comme la politique étrangère, la défense, la monnaie, la politique économique et le contrôle des matières premières dont tout État véritable entend rester le maître.
La Communauté devient caduque dès 1960 du fait que, dans le courant de l'année, tous les membres de la Communauté, l'un après l'autre, optent pour l'indépendance, et ses instances cessent d'exister. Les dispositions constitutionnelles la concernant sont officiellement et définitivement abrogées en 1995.

## Histoire

### Création
La loi constitutionnelle du 3 juin 1958 confie au gouvernement de Charles de Gaulle un mandat d'établir un projet de constitution permettant « d'organiser les rapports de la République avec les peuples qui lui sont associés ». Ce mandat est concrétisé par le titre XII de la Constitution française du 4 octobre 1958.
Celui-ci prévoit la création d'une Communauté au sein de laquelle « les États jouissent de l'autonomie […], s'administrent eux-mêmes et gèrent démocratiquement et librement leurs propres affaires ». D'autre part, « la politique étrangère, la défense, la monnaie, la politique économique et financière, celle des matières premières, le contrôle de la justice, l’enseignement supérieur, les communications lointaines, constitueront un domaine commun ». Il s'agit ainsi d'une institution de nature fédérale.
L'article 76 de la nouvelle Constitution prévoit également que les territoires d'outre-mer puissent choisir entre trois possibilités :
- garder leur statut ;
- devenir département d'outre-mer ;
- devenir un État membre de la Communauté (c'est-à-dire gagner en autonomie).

Les Comores, la Polynésie française, la Côte française des Somalis, la Nouvelle-Calédonie et Saint-Pierre-et-Miquelon choisissent de garder leur statut de territoire.
Le Gabon choisit, en premier temps, de devenir département d'outre-mer, ce qui est refusé par De Gaulle et son ministre de l'Outre-mer, Bernard Cornut-Gentille. Le refus du ministre Cornut-Gentille, violant la Constitution, reflétait la pensée du général de Gaulle, qui confia à Alain Peyrefitte : « Nous ne pouvons pas tenir à bout de bras cette population prolifique comme des lapins […]. Nos comptoirs, nos escales, nos petits territoires d’outre-mer, ça va, ce sont des poussières. Le reste est trop lourd ». Le général de Gaulle s'expliqua en ces termes sur l'« affaire gabonaise » : « Au Gabon, Léon M'Ba voulait opter pour le statut de département français. En pleine Afrique équatoriale ! Ils nous seraient restés attachés comme des pierres au cou d'un nageur ! Nous avons eu toutes les peines du monde à les dissuader de choisir ce statut. »
Le Tchad, le Dahomey, le Soudan français, la Côte d'Ivoire, Madagascar, la Mauritanie, le Moyen-Congo, le Gabon, le Niger, le Sénégal, l'Oubangui-Chari et la Haute-Volta deviennent des États membres.
La Guinée française, qui refuse la Constitution, devient indépendante dès 1958. De Gaulle réagit en ordonnant aux fonctionnaires et techniciens français de quitter immédiatement la Guinée. Les colons français emportent avec eux tout leur matériel de valeur, rapatrient les archives souveraines françaises et, surtout, les liens économiques sont rompus. Malgré les difficultés, Sékou Touré affirme : « Plutôt la liberté dans la pauvreté que la richesse dans l'esclavage. »

### Indépendances
Les conservateurs français étaient désillusionnés par l'expérience coloniale après les désastres d'Indochine et d'Algérie. Ils voulaient couper tout lien avec les nombreuses colonies d'Afrique subsaharienne française. Pendant la guerre, de Gaulle avait réussi à fonder son mouvement de la France libre et les colonies africaines. Après une visite en 1958, il s'engagea à faire de l'Afrique subsaharienne française un élément majeur de sa politique étrangère. La Communauté ne fonctionne pleinement que durant l'année 1959. Dès avril 1960, des accords sont signés afin de permettre l'indépendance de Madagascar « érigée sous la forme républicaine » le 14 octobre 1958 et de la fédération du Mali (qui regroupe alors le Sénégal et la République soudanaise). Alors que la version originelle de la Constitution prévoyait qu'un État membre de la Communauté devenant indépendant cesse d'appartenir à la Communauté, la loi constitutionnelle du 4 juin 1960 prévoit qu'un État puisse devenir indépendant et, « par voie d'accords », rester membre de la Communauté. La modification prévoit également qu'un État déjà indépendant puisse rejoindre la Communauté mais cette disposition n'est jamais appliquée.
Dans le courant de l'année 1960, l'ensemble des États membres proclament leur indépendance :
- en juin, la fédération du Mali et la République malgache deviennent indépendantes au sein de la Communauté ;
- en août, le Dahomey, le Niger, la Haute-Volta et la Côte d'Ivoire deviennent indépendants et quittent la Communauté alors que le Tchad, le Gabon, la République centrafricaine et le Congo deviennent indépendants au sein de la Communauté ;
- le 20 août, le Sénégal se retire de la fédération du Mali puis, en septembre, la République soudanaise devient la République du Mali et se retire de la Communauté ;
- en novembre, la Mauritanie devient indépendante et quitte la Communauté.

Les États associés de la Communauté française (le Cameroun et le Togo) deviennent respectivement indépendants le 1er janvier 1960 et le 27 avril 1960.
Bien que certains États ne se soient pas officiellement retirés de la Communauté, celle-ci n'existe de facto plus dès la fin de l'année 1960.
Le général de Gaulle a dit concernant la Communauté et les indépendances : « La Communauté, c'est de la foutaise ! Ces gens-là, à peine entrés, n'auront qu'une idée, celle d'en sortir ! »
« Vous savez, c'était pour nous une chance à saisir (l'indépendance de l'Afrique française) : nous débarrasser de ce fardeau, beaucoup trop lourd maintenant pour nos épaules, à mesure que les peuples ont de plus en plus soif d'égalité. Nous avons échappé au pire ! Il n'est pas possible que, dans le même ensemble français, on puisse trouver des citoyens qui aient un des niveaux de vie les plus élevés du monde, et d'autres citoyens qui aient un des niveaux de vie les plus bas. J'ai fait justement la Communauté, pour qu'elle prenne tout doucement le chemin de l'indépendance. ».
«C'est beau, l'égalité, mais ce n'est pas à notre portée. Vouloir que toutes les populations d'outre-mer (Il sous-entend l'Afrique française, non l'Outre-mer français) jouissent des mêmes droits sociaux que les métropolitains, d'un niveau de vie égal, ça voudrait dire que le nôtre serait abaissé de moitié. Qui y est prêt? Alors, puisque nous ne pouvons pas leur offrir l'égalité, il vaut mieux leur donner la liberté! Bye bye, vous nous coûtez trop cher! ».
Selon la même ambition, l’Organisation internationale de la Francophonie (OIF) est créée en 1970, réunissant d’abord 21 pays, avant d'atteindre 93 États et gouvernements tout autour du monde, à ce jour. Cette volonté d'unification de peuples et de nations sous un même éventail n'est pas particulière à la France, de nombreuses nations tentent de conserver leurs liens historiques.

### Caducité
Le 16 mars 1961, le Premier ministre français, Michel Debré, et le président du Sénat de la Communauté, Gaston Monnerville, constatent par un échange de lettres la caducité des dispositions constitutionnelles relatives à la Communauté.
Toutefois, les dispositions de la Constitution relatives à la Communauté ne sont officiellement abrogées que par le chapitre IV de la loi constitutionnelle no 95-880 du 4 août 1995.

## Composition
- République française dont
- départements de métropole
- départements d'outre-mer
- départements d'Algérie
- territoires d'outre-mer
- États membres

République française dont
- départements de métropole
- départements d'outre-mer
- départements d'Algérie
- territoires d'outre-mer
États membres

La Communauté comprend à sa création :  
- un pays souverain, la République française, elle-même composée de :
  - la France métropolitaine ;
  - les départements d'Algérie et du Sahara ;
  - les départements d'outre-mer : Guadeloupe, Guyane, Martinique, La Réunion ;
  - les territoires d'outre-mer qui choisissent de conserver ce statut : Côte française des Somalis, Comores (qui alors comprend encore Mayotte), Nouvelle-Calédonie, Wallis-et-Futuna, Polynésie française, Saint-Pierre-et-Miquelon ; les Terres australes et antarctiques françaises sont également dotées de ce statut sui generis, mais restent administrées depuis la France.
- 11 États autonomes africains :
  - la République centrafricaine (ancien territoire de l'Oubangui-Chari)
  - la République congolaise (partie de l'ancienne colonie du Moyen-Congo) : le nouveau nom d'État membre dans la Communauté posera vite problème, lorsque le Congo belge prendra son indépendance le premier sous le nom de République du Congo (lorsque l'ancien Congo belge optera plus tard pour le nom de Zaïre, l'ancien Congo français devenu en 1969 République populaire du Congo et déjà désigné sous le nom de Congo-Brazzaville reprendra son nom initial de République de Congo délaissé par son voisin)
  - la république de Côte d’Ivoire
  - la république du Dahomey (qui deviendra la république du Bénin)
  - la République gabonaise
  - la république de Haute-Volta (qui deviendra le Burkina Faso)
  - la République islamique de Mauritanie
  - la République malgache (Madagascar) (dont font alors partie les îles Éparses, jusqu'au 1er avril 1960 où les îles passent sous souveraineté française[16])
  - la fédération du Mali (unissant alors la république du Sénégal avec la République soudanaise qui deviendra république du Mali)
  - la république du Niger
  - la république du Tchad

Le Cameroun français (qui est réuni à son indépendance avec une partie du Cameroun britannique pour former le Cameroun actuel), le Togo français (sous mandat des Nations unies, qui devient plus tard le Togo actuel) et les Nouvelles-Hébrides (condominium franco-britannique, qui devient plus tard le Vanuatu) ne font pas partie de la Communauté ; ils sont associés à la Communauté pour les deux premiers et administré par la France et le Royaume-Uni pour le dernier. Saint-Barthélemy et Saint-Martin sont intégrés à la France en tant que communes guadeloupéennes tandis que l'île Clipperton est intégrée à la France en tant que territoire constituant de la Polynésie française.[réf. nécessaire]

## Organisation

### Compétences
La Constitution, notamment ses articles 77 et 78, prévoit que les États jouissent d'une large autonomie et puissent s'administrer librement et élire leurs propres institutions internes. Les compétences restant à la Communauté sont la politique étrangère, la défense, la monnaie, la politique économique et financière commune et la politique des matières premières stratégiques. Le contrôle de la justice, l'enseignement supérieur, les transports extérieurs et communs et les télécommunications relèvent également de la Communauté mais peuvent être délégués aux États.
N'étant plus membres de la République française, les États ne sont pas représentés au Parlement français.

### Institutions
La Constitution prévoit que la Communauté soit dotée d'un président, d'un conseil exécutif, d'un Sénat et d'une Cour arbitrale :
- le président de la Communauté est ex officio le président de la République française. Les États de la Communauté participent au collège électoral chargé de son élection ;
- le conseil exécutif de la Communauté est présidé par le président de la Communauté et comprend le Premier ministre français, les chefs de gouvernement des États membres et les ministres chargés des affaires communes de la Communauté ;
- le Sénat de la Communauté est l'organe législatif. Il est composé de délégués du Parlement français et des législatures des États ;
- la Cour arbitrale est chargée de statuer sur les litiges entre les différents membres de la Communauté.

Est également créé un Service de sécurité extérieure de la Communauté.

## Symboles
Un décret du 17 février 1959 donne à la Communauté les mêmes symboles que la République française : Marseillaise, drapeau tricolore et 14-Juillet.

## Pour approfondir